# CSB 4031
Tàu Cảnh sát biển 4031 (CSB 4031) thuộc lớp tàu tuần tra cao tốc TT-400 được đóng tại nhà máy đóng tàu Hồng Hà, tàu có chiều dài 54 m; rộng 9,3 m; lượng giãn nước 400 tấn, có khả năng hoạt động trong điều kiện sóng cấp 10. Thuộc biên chế của Hải đội 301, Vùng 3 Cảnh sát biển Việt Nam, Cảnh sát biển Việt Nam. Cảng nhà hiện nay là ở Phường 11, thành phố Vũng Tàu.

## Các hoạt động

### Giải cứutàu Zafirah(của Malaysia) bị cướp biển tấn công
Nhận được lệnh tàu cảnh sát biển (CSB) 4031 lên đường tìm kiếm tàu Zafirah bị mất liên lạc. Biên đội trưởng biên đội tìm kiếm tàu Zafirah là Đại úy Lê Hải Trường (thuyền trưởng tàu CSB 4031). 22 giờ 07 Cảnh sát biển Việt Nam nhận được bức điện từ Trung tâm Thông báo cướp biển Cục Hàng hải quốc tế (IBM) cho biết: “Tàu Zafirah đang cách Vũng Tàu 60 hải lý. Với tốc độ hiện tại là 5 hải lý/giờ, tàu rất có thể tiếp cận mục tiêu xả hàng trong vòng 12 giờ tới. Tàu CSB 4031 tiếp thêm thông tin về miêu tả nhận dạng Zafirah.
2 giờ 30 rạng sáng ngày 22 tháng 11, biên đội tàu CSB 4031 và CSB 4034 đã có mặt ở khu vực được chỉ thị và tiến hành tìm kiếm tàu bị cướp. Đến 3 giờ 30, tại vị trí cách nam - đông nam Mũi nghinh Phong (Vũng Tàu) 36 hải lý, ra đa hiển thị một mục tiêu rất đáng nghi. Biên đội quyết định tiếp cận gần mục tiêu này, chiếu đèn pha quan sát và liên lạc bằng máy bộ đàm một lúc qua kênh 16. Nhận định ban đầu đây là tàu nghi vấn. Hai tàu CSB 4031 và CSB 4034 chiếm lĩnh vị trí hai bên mạn tàu lạ ở khoảng cách ngoài tầm súng AK, khống chế chờ trời sáng để xác minh và chờ tàu CSB 9001 đang trên đường đến hỗ trợ.
Đến 6 giờ 30 sáng ngày 22 tháng 11, sau khi tàu CSB 9001 đến hỗ trợ. Quan sát bằng mắt thường, tàu treo cờ Honduras. Phía đuôi tàu sơn chữ màu trắng. Hai dòng chữ ở đầu (MT Sea Horse Honduras) và đuôi tàu thì phát hiện những vết lem và không sắc nét như bình thường, chứng tỏ những dòng chữ này mới được sơn và sơn rất vội. Cấu trúc boong, hình dạng tàu không khác gì tàu Zafirah. Nhưng sơn mạn và cabin, tên tàu, số IMO, số lượng thuyền viên, quốc tịch... lại không giống tàu bị cướp.
9 giờ sáng ngày 22-11, sau khi 9 thuyền viên tàu Zafirah đã được đưa vào Vũng Tàu an toàn, chỉ huy Vùng 3 Cảnh sát biển Việt Nam đã được Bộ Chỉ huy Bộ đội Biên phòng tỉnh Bà Rịa – Vũng Tàu đồng ý đưa thuyền trưởng, máy trưởng và hoa tiêu đi cùng tàu Cảnh sát biển ra vị trí tàu khả nghi để xác minh.
11 giờ 00, tàu CSB 2011 của Vùng 3 Cảnh sát biển Việt Nam xuất phát chở ba nhân vật này ra hiện trường. Lúc đó, Cục Cảnh sát biển Việt Nam đã nhận được điện trả lời của Trung tâm thông báo cướp biển Cục Hàng hải quốc tế tại Malaysia xác nhận là MT Sea Horse Honduras không tồn tại và đó là tàu Zafirah.
15 giờ, cướp biển có ý định chặt neo tăng tốc tẩu thoát, Bộ Tổng Tham mưu Quân đội nhân dân Việt Nam lệnh nổ súng tấn công, khống chế bọn cướp biển. Hai tàu Cảnh sát biển 4031, 4034 tăng tốc lao lên cắt mũi, chặn đầu và ra lệnh dừng tàu, gọi hàng và phun vòi rồng vào cabin, nhưng cướp biển vẫn cố thủ ở đài chỉ huy của tàu. Các tàu Cảnh sát biển sử dụng đại liên NSV và tiểu liên AK-47 nã đạn thẳng vào cabin, lần lượt 11 tên cướp biển giơ tay ra hàng.
Các cướp biển được yêu cầu nhảy lần lượt xuống biển. Tàu 4031 thả 2 xuồng vớt cướp biển lên tàu 4034. Sau đó 4034 chở cướp biển về đất liền. Tàu 4031 và 9001 ở lại hiện trường tiếp tục quan sát, bảo vệ tàu Zafirah và dò mìn.

### Vụ hạ giàn khoan Hải Dương 981
Tàu 4031 đã được cử tới các khu vực gần giàn khoan Hải Dương 981 của Trung Quốc nhằm cùng các tàu khác của Việt Nam ngăn chặn việc thăm dò trái phép.